# Auguste Meyer
Auguste Meyer (1861 in Oberammergau – 10. Februar 1929) war eine deutsche Opernsängerin (Sopran).

## Leben
Meyer war von 1883 bis 1886 am Hoftheater Mannheim, von 1891 bis 1892 am Hoftheater Kassel und von 1896 bis 1897 am Stadttheater Posen. Während dieser Zeit lebte sie zwischen den Engagements gastierend in Berlin. 1896 trat sie bei den Bayreuther Festspielen als „Ortlinde“ in der Walküre auf. Sie galt vor allem als begabte Wagnerinterpretin, hatte jedoch nicht nur auf der Bühne, sondern auch bei Konzerten ein großes Repertoire.  
Nach Beendigung ihrer Bühnentätigkeit arbeitete sie als Gesanglehrerin in Berlin.